# Schulhaus Grono
Das Schulhaus Grono ist ein Schulhaus mit einem Kindergarten in Grono im Kanton Graubünden in der Schweiz. Es wurde 2011 von Raphael Zuber entworfen.

## Lage
Das Schulhaus steht an der Hauptverkehrsstrasse gegenüber der Post an der Mündung des Calancatals.

## Baugeschichte
Die politische Gemeinde Grono schrieb 2007 einen Wettbewerb für ein neues Schulhaus mit Kindergarten aus. Diesen gewann der Churer Architekt Raphael Zuber. In der Jury sassen u. a. Valentin Bearth und Michele Arnaboldi. 2011 wurde die Anlage fertiggestellt.

## Architektur
Die Freifläche des Kindergartens liegt innerhalb der kreisrunden Gartenmauer, darum herum liegt der Pausenhof der Schüler. Wie ein Block stellt sich das Haus in das Terrain, das die Höhe des Sockelgeschosses überwindet. Das Schulhaus wird über einen leicht ansteigenden Steg mit dem Pausenhof verbunden. Die Kinder betreten ihre Räume über einen leicht abfallenden Weg. Die Tragstruktur ist gleichzeitig Fassade. Eine grosszügige Treppe verbindet den Neubau über die Kantonsstrasse hinweg mit dem alten Gemeindehaus. Die Aussenanlagen wurden vom Berner Gartenarchitekten Maurus Schifferli entworfen, für die Statik des Schulhauses zeichnete Patrick Gartmann von Conzett Bronzini Gartmann verantwortlich. Fotografisch dokumentierte das Bauwerk der Churer Architekt und Fotograf Javier Miguel Verme.

## Projektbeteiligte
- Architektur: Raphael Zuber
- Mitarbeiter Architektur: David Gianinazzi, Kosuke Yutani
- Landschaftsarchitektur: 4d, Maurus Schifferli[6]
- Bauingenieur: Patrick Gartmann, Conzett Bronzini Gartmann[7]
- Projektleiter: Thomas Melliger
- Bauleitung: Devis Bruni, Giulio Cereghetti
- Bauherr: Politische Gemeinde Grono

## Auszeichnungen und Preise
- 2012: Architektur- und Ingenieurpreis erdbebensicheres Bauen
- 2013: Auszeichnung für gute Bauten Graubünden[8]

## Filmografie
- 2012: Baukultur Graubünden – Architektur im Kontext auf YouTube